# Albert Becker
Georg Albert Becker (Vienna, 5 settembre 1896 – Vicente López, 7 maggio 1984) è stato uno scacchista austriaco naturalizzato argentino.

## Biografia
Vinse quattro volte il "Trebitsch Memorial" di Vienna (1931, 1932, 1934/35 e 1937/38).
Altri risultati di torneo:
- 1924: 2º-3º a Brema con Carl Carls;
- 1927: =1º a Mittweida con Friedrich Sämisch;
- 1929: 5º-7º nel torneo di Carlsbad, vinto da Aron Nimzovich;
- 1930: 3º a Ebensee (vinse Hans Kmoch);
- 1933: =1º a Linz con Erich Eliskases; 1º a Bad Harzburg;
- 1935: 3º nel campionato ungherese di Tata-Tóváros (vinse László Szabó)
- 1937: 1º nel Memorial Dory di Vienna;
- 1938: =1º a Berlino con Ludwig Rellstab.

Partecipò a tre edizioni delle Olimpiadi degli scacchi:
- con l'Austria alle olimpiadi di Praga 1931 (oro individuale in 4ª scacchiera)
- con l'Austria alle olimpiadi (non ufficiali) di Monaco di Baviera 1936 (bronzo individuale in 2ª scacchiera)
- con la Germania (dopo l'Anschluss del 1938) alle olimpiadi di Buenos Aires 1939, dove vinse l'oro di squadra.

Becker era il capitano della squadra tedesca alle olimpiadi di Buenos Aires. In settembre 1939, quando iniziò la seconda guerra mondiale, decise, al pari di tutti i componenti della squadra tedesca e di molti altri giocatori, di rimanere in Argentina.